# Thors (Charente-Maritime)
Thors – miejscowość i gmina we Francji, w regionie Nowa Akwitania, w departamencie Charente-Maritime.
Według danych na rok 1990 gminę zamieszkiwało 456 osób, a gęstość zaludnienia wynosiła 82 osób/km² (wśród 1467 gmin regionu Poitou-Charentes Thors plasuje się na 585. miejscu pod względem liczby ludności, natomiast pod względem powierzchni na miejscu 1048.).